# أمراض الرئة الكحولية

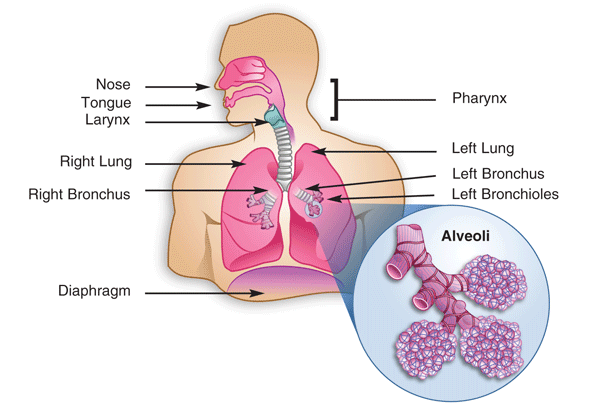
رسم تخطيطي للجهاز التنفسي

مرض الرئة الكحولي هو مرض في الرئة ناجم عن شرب الكحول هو مرض يصيب الرئتين بسبب الإفراط في تناول الكحوليات. مصطلح «مرض الرئة الكحولي» ليس تشخيصًا طبيًا مقبولًا بشكل عام، و «الارتباط بين تعاطي الكحول وإصابة الرئة الحادة لا يزال غير معترف به إلى حد كبير، حتى من قبل باحثي الرئة».
يضعف تناول الكحول المزمن وظائف خلوية متعددة في الرئة. تؤدي هذه الاضطرابات الخلوية إلى زيادة التعرض للمضاعفات الخطيرة من مرض الرئة الموجود مسبقًا. تشير الأبحاث الحديثة إلى أن مرض الرئة الكحولي يمكن مقارنته بأمراض الكبد في الوفيات المرتبطة بالكحول مدمنو الكحول لديهم مخاطر أعلى للإصابة بمتلازمة الضائقة التنفسية الحادة (ARDS) ويعانون من معدلات وفيات أعلى من متلازمة الضائقة التنفسية الحادة مقارنة مع غير المدمنين على الكحول.
يمكن أن يتسبب اضطراب تعاطي الكحوليات في التعرض للعدوى بعد إصابة الرئتين / الجهاز التنفسي. إنه يخلق خطرًا متزايدًا لشفط حمض المعدة، والميكروبات من الجزء العلوي من الحلق، ويقلل من إزالة الغشاء المخاطي لمسببات الأمراض البكتيرية من مجرى الهواء العلوي، وضعف دفاعات المضيف الرئوي. يؤدي هذا الاستعمار المتزايد للكائنات المسببة للأمراض، جنبًا إلى جنب مع التأثيرات السامة الحادة للكحول والاكتئاب اللاحق لردود الفعل الوقائية الطبيعية للإسفنج والسعال، إلى التهاب رئوي أكثر تواترًا وشدة من الكائنات سالبة الجرام. تم الكشف عن عيوب في وظيفة آليات تطهير مجرى الهواء العلوي لدى مرضى الكحول.

## الاسباب
الالتهاب الرئوي هو شكل من أشكال العدوى التنفسية الحادة التي تؤثر على خندق الرئة والأوكسجين. عندما يكون المريض المصاب بالالتهاب الرئوي مدمنا على الكحول، يتجاوز معدل الوفيات 50٪ إذا تم وضعه في العناية المركزة من عام 2001، كان الالتهاب الرئوي سادس أكثر أسباب الوفاة شيوعا في الولايات المتحدة".
إدمان الكحول يزيد من معدل الوفيات الناجمة عن الالتهاب الرئوي بسبب قلة الكريات البيضاء، وانخفاض عدد خلايا الدم البيضاء، مما يؤدي إلى عدوى أسوأ لأن خلايا الدم البيضاء تساعد على مكافحة العدوى البكتيرية، لذلك انخفاض أعداد يؤدي إلى استجابة مناعية أقل فعالية. المدمنون على الكحول معرضون لخطر متزايد للإصابة بمسببات الأمراض الضارة بالأنسجة أو لانتشار البكتيريا في الدم.

## آلِيَّة
آليات أمراض الرئة الكحولية هي:
- يقلل التمثيل الغذائي للكحول من مستويات الجلوتاثيون المضادة للأكسدة في الرئتين.[4]
- الضرر التأكسدي للخلايا يضعف قدرة الرئتين لإزالة السوائل.
- الضرر التأكسدي للخلايا يقلل من الاستجابة المناعية.
- يؤدي الضرر التأكسدي للخلايا إلى انخفاض القدرة على التعافي من الإصابة.

هذه التغيرات الكيميائية مركب الآثار الميكانيكية والميكروبيولوجية السلبية لإدمان الكحول على الجهاز التنفسي. وتشمل هذه ضعف رد الفعل هفوة ووظيفة أهداب واحتمال أكبر من مستعمرات البكتيريا الرئوية.

## االتشخيص
التشخيص التفريقي على الرغم من أن تلف الرئة الناجم عن التدخين المتزامن وتعاطي المخدرات لا يمكن تمييزه في كثير من الأحيان عن أمراض الرئة الكحولية، إلا أن هناك دعما للنظر في أمراض الرئة الكحولية كمتلازمة مستقلة. على مدى العقد الماضي، تظهر الأدلة المستقاة من الدراسات المعرفية أن تعاطي الكحول الخطر وحده يمكن أن يزيد بمقدار أربعة أضعاف خطر الإصابة بمتلازمة الضائقة التنفسية الحادة.